# گویا، روایتی از تنهایی
گویا، روایتی از تنهایی (اسپانیایی: Goya, historia de una soledad‎) یک فیلم درام اسپانیایی است که در سال ۱۹۷۱ منتشر شد.
این فیلم در جشنواره فیلم کن ۱۹۷۱ به نمایش درآمد و پیش از اکران عمومی به‌شدت سانسور شد.

## بازیگران
- فرانسیسکو رابال
- ایرینا دمیک
- ژاک پرن
- خوزه ماریا پرادا
- ماریا آسکوئرینو
- مانوئل د بلاس
- ماریسا پاردس
- ترسا رابال
- بارتا باری